# Lois Roche
Lois Jade Roche (Londra, 18 giugno 1993) è una calciatrice britannica naturalizzata irlandese, centrocampista del Lewes.

## Carriera

### Club
Cresciuta calcisticamente nelle giovanili dell'Arsenal, per cinque stagioni indossa la maglia del Reading, con il quale conquista due passaggi di livello vincendo il campionato di Premier League (terzo livello del campionato inglese femminile di calcio) e uno di WSL2 (secondo livello), riuscendo nella sua ultima stagione con la formazione della città di Reading a giocare in FA Women's Super League 1, il livello di vertice, nel campionato 2016, riuscendo a raggiungere l'ottavo posto e la conseguente salvezza.
Nel 2017 coglie l'opportunità per giocare per la prima volta in un campionato estero, trovando un accordo con le finlandesi dell'Åland United per la stagione 2017 di Naisten Liiga.
Al termine del campionato, libera da vincoli contrattuali, durante il calciomercato invernale decide un nuovo trasferimento, accettando la proposta della neopromossa Florentia S.G. che decide di rinforzare il proprio organico in vista di mantenere le posizioni di vertice nel girone A durante la seconda parte del campionato di Serie B 2017-2018, facendo il suo debutto il 13 dicembre 2017 nell'incontro di Coppa Italia perso 3-2 con l'Empoli. Con le nuove compagne condivide la stagione che vede la squadra protagonista del girone A, prima vincitrice del girone, imbattuta con 24 vittorie e 4 pareggi, dove Roche va a segno in tre occasioni, e vede conquistare l'accesso alla Serie A nello spareggio promozione ai danni della Roma CF con vittoria per 3-0. Rinnovato l'accordo con la Florentia anche per la stagione successiva, Roche si rivela determinante nell'incontro del 15 dicembre 2018, quando al 76' sigla la sua prima rete in Serie A nell'incontro vinto in trasferta sulle avversarie del Sassuolo.

### Nazionale
Data la doppia cittadinanza, britannica e irlandese, in carriera ha deciso di accettare la proposta della Federazione calcistica dell'Irlanda per indossare la maglia della nazionale irlandese Under-17, dove fa il suo debutto in una competizione ufficiale UEFA il 10 ottobre 2009, nell'incontro valido per il primo turno di qualificazione agli europei di categoria 2010 e dove la sua squadra si impone per 5-0 sulle pari età della Slovenia.
In seguito viene convocata anche nella formazione Under-19, inserita in rosa per la prima fase di qualificazione al campionato europeo di Italia 2011 e dove viene impiegata in tutti i tre incontri del gruppo 11 e dove la sua nazionale, classificatasi al terzo posto, non riesce ad accedere alla fase successiva. Nuovamente convocata per le successive qualificazioni all'Europeo di Turchia 2012, Roche viene utilizzata dal tecnico David Connell solamente nella prima fase scendendo brevemente in campo il 19 settembre 2011, sostituendo al 61' Ciara Grant nell'incontro vinto per 5-1 sulle avversarie di Israele. Condivide con le compagne la conquista del primo posto nel gruppo 2 e il conseguente passaggio alla fase élite, poi l'eliminazione dal torneo senza riuscire ad accedere alla fase finale.

## Palmarès

### Club
- Campionato italiano di Serie B: 1

Florentia: 2017-2018
- Campionato inglese di seconda divisione: 1

Reading: 2016